# Nor Haratch
Nor Haratch (en arménien Նոր Յառաջ) est une publication bilingue franco-arménienne, fondée à Paris en 2009, pour prendre la suite du journal Haratch. Le premier numéro du journal est paru le 27 octobre 2009. Publié trois fois par semaine depuis 2010 (deux fois par semaine au début en 2009), le journal a lancé un supplément hebdomadaire, Hebdo Nor Haratch, en français.